# Maila Nurmi
Pour les articles homonymes, voir Nurmi (homonymie).
Maila Nurmi, née Maila Elizabeth Syrjäniemi le 11 décembre 1922 à Petsamo et morte le 10 janvier 2008 à Los Angeles, est une actrice finno-américaine.
Elle est notamment célèbre pour son interprétation du rôle de Vampira dans les années 1950 et sa participation au film d'Ed Wood, Plan 9 from Outer Space (1959).

## Biographie

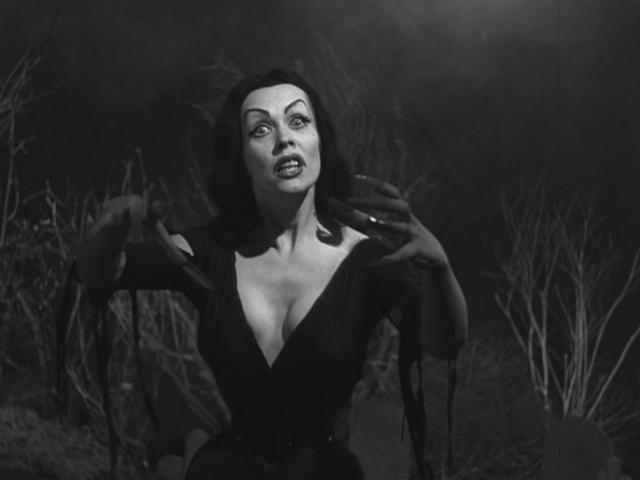
L'actrice Vampira dans Plan 9 from Outer Space.

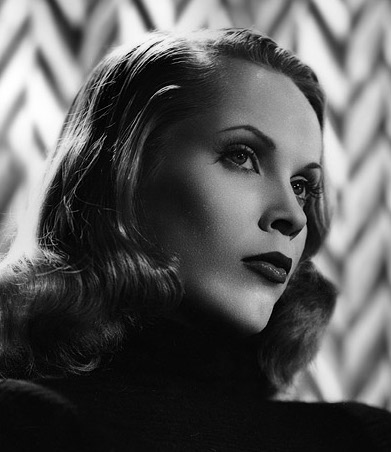
Maila Nurmi 1947.

Maila Nurmi affirme qu'elle est née à Petsamo (alors en Finlande, aujourd'hui en Russie), que sa famille s'est installée aux États-Unis quand elle avait deux ans et qu'elle est la nièce de l'athlète finlandais Paavo Nurmi (qui commença à battre les records de marathon en 1921, un an avant sa naissance). En 2014, son biographe W. Scott Poole la contredit : son père, Onni Syrjäniemi, a émigré aux États-Unis dès 1910, elle est née à Gloucester, dans le Massachusetts, et elle n'a pas de lien avec Paavo Nurmi. La famille grandit à Ashtabula, Ohio.
Maila Nurmi créa le célèbre personnage de Vampira dans les années 1950. Au départ présentatrice du programme The Vampira Show sur la chaîne de télévision KABC-TV en 1954, où elle présente des séances de films d'épouvante. Son personnage influença profondément l'esthétique du mouvement gothique ainsi que le mythe de la femme vampire.
Parmi ses rôles au cinéma, on peut citer celui de la femme vampire dans Plan 9 from Outer Space, tourné par Ed Wood en 1956 et sorti sur les écrans en 1959, ou encore celui de la sorcière dans L'Épée enchantée (1962), réalisé par Bert I. Gordon.
Maila Nurmi a été mise sur liste noire à Hollywood au milieu des années 1950 pour ses opinions politiques et pour sa vie privée jugée trop scandaleuse. À l'instar de Bela Lugosi (en fin de carrière) ou de Tor Johnson (ancien catcheur reconverti dans le cinéma), elle fait partie des acteurs qui se retrouvent à tourner pour Ed Wood, généralement considéré comme l'un des pires réalisateurs de l'histoire du cinéma par la critique américaine qui redécouvrit son œuvre dans les années 1970. Malgré cela, les films du réalisateur — surtout Plan 9 from Outer Space — sont devenus « culte » pour beaucoup de cinéphiles.
En 1988, James Signorelli (en) s'inspira d'elle pour son film Elvira, maîtresse des ténèbres interprété par Cassandra Peterson (elle lui intenta d'ailleurs un procès pour « vol de personnage » qu'elle perdit).
Maila Numi fut une amie de l'acteur James Dean.
Elle meurt dans son sommeil à son domicile de Los Angeles, à l'âge de 85 ans, le 10 janvier 2008.

## Notoriété
Dans le biopic intitulé Ed Wood, réalisé par Tim Burton en 1994, elle est interprétée par l'actrice Lisa Marie.

## Filmographie
- 1947 : Quand vient l'hiver (non créditée) : Une invitée
- 1948 : Romance à Rio (non créditée) : Une passagère du bateau
- 1952 : My Hero (en) (série télévisée) (1 épisode) : Letitia
- 1954 : The Vampira Show (série télévisée) : Vampira
- 1955 : The Red Skelton Show (série télévisée) (1 épisode) : Alice Kramden
- 1956 : Vampira (série télévisée) : Vampira
- 1957 : Playhouse 90 (série télévisée) (1 épisode) : Vampira
- 1958 : Too Much, Too Soon (non crédité)
- 1958 : Les Beatniks : La poétesse
- 1959 : Plan 9 from Outer Space : La femme vampire
- 1959 : Le Témoin doit être assassiné : Gina
- 1960 : I Passed for White (non créditée)
- 1960 : Sex Kittens Go to College : Etta Toodie
- 1962 : L'Épée enchantée : La sorcière
- 1986 : Population: 1 : La Mère
- 1996 : Dry : Vanha nainen
- 1998 : I Woke Up Early the Day I Died : La femme de l'hôtel
- 2000 : No Way In : La femme au bar